# Sindkhed Raja
Sindkhed Raja és una ciutat i un consell municipal del districte de Buldana de l'estat de Maharashtra.

## Demografia
Segons el cens Índi de 2001, Sindkhed Raja té una població de 13.940 habitants. Els homes representen el 53% de la població i les dones el 47%. Sindkhed Raja té un índex d'alfabetisme mig del 65%, més elevat que la mitjana nacional del 59,5%. L'alfabetisme masculí és del 75% i del 54%, en el cas de les dones. El 14% de la població té és menor de 6 anys, i el 75% de la població treballa en activitats agrícoles.

## Personalitats
Sindkhed Raja és el lloc de naixement de Jijabai, mare de Chhatrapati Shivaji Maharaj.